# Ящірка червонохвоста
Ящірка червонохвоста (Acanthodactylus erythrurus) — вид ящірок родини ящіркових (Lacertidae). Мешкає в Північній Африці та на Піренейському півострові.

## Опис
Червонохвоста ящірка має загальну довжину 20-23 см і відносно кремезну будову тіла. Голова коротка, морда загострена. Довжина хвоста становить приблизно 7,5 см. Біля основи хвіст потовщений, що особливо помітно у самців. Забарвлення у самиць і самців не відрізняється. Верхня частина тіла коричнева, сіро-коричнева або охриста, світлі плями формують на ній 8-9 поздовжніх смуг. Між поздовжніми смугами темно-коричневі і світлі плями. Іноді верхня частина тіла можне бути рівномірно сіро-коричневою, таке забарвлення частіше спостерігається у південних підвидів. Нижня частина тіла повністю сіра. Молоді особини мають чорні та білі поздовжні смуги, червонувато-коричневі задні лапи та червонувато-бурий хвіст.
Всі гребнепалі ящірки мають лусочки на пальцях, які формують щось подібне до бахроми. Однак у червонохвостих ящірок вони слабо виражені, за винятком 4 пальця. Луска на нижній частині спини у них збільшена, кілеподібна.

## Підвиди
Виділяють чотири підвиди:
- Acanthodactylus erythrurus atlanticus Boulenger 1918 — гори Середнього і Високого Атласу в Марокко, сусідні рівнини;
- Acanthodactylus erythrurus belli Gray 1845 — північний схід Марокко і північ Алжиру;
- Acanthodactylus erythrurus erythrurus (Schinz, 1833) — Піренейський півострів;
- Acanthodactylus erythrurus lineomaculatus (Duméril & Bibron 1839) — захід Марокко.

## Поширення і екологія
Червонохвості ящірки мешкають в Іспанії, Португалії, Алжирі і Марокко. Вони віддають перевагу відкритим місцевостям з пухкими піщаними ґунтами, слабо порослими рослинністю, однак трапляються також в кам'янистих місцевостях, рідколіссях, на прибережних рівнинах і полях. В горах Сьєрра-Невада зустрічаються на висоті до 1750 м над рівнем моря, в горах Марокко на висоті до 2500 м над рівнем моря.
Дорослі особини впадають у сплячку з жовтня по березень, на півдні ареалу з кінця листопада по лютий. Молоді особини активні і в зимові місяці. Сезон розмноження на Піренейському півострові триває з квітня по липень, в це період самці демонструють дуже агресивну поведінку відносно інших самців. Самиці відкладають яйця, в кладці 1-8 яєць розміром 12-16×7-9 мм. Старші самиці відкладають дві кладки за сезон. Молоді ящірки вилуплюються з середини червня до середини жовтня.
Червонохвості ящірки ведуть денний, неприхований спосіб життя. Швидко пересуваються по змелі, піднявши при цьому хвіст. Лусочки на пальцях ніг особливо корисні на піщаних поверхнях — вони розширюють поверхню ступні та дають змогу безпечно ступати по піску. Під час спокою тварини приймають сонячні ванни. При цьому вони припіднімають верхню частину тіла, а молоді особини при цьому хитають хвостом.
Червонохвості ящірки живляться комахами, зокрема мурахами, клопами, жуками та кониками, а також павуками та іншими безхребетними. На них полюють прикрашені ящірки. змії (іспанські мідянки, звичайні ящіркові змії, гадюки Латасте), птахи (єгипетські чаплі, сірі сорокопуди, одуди, лучні луні, звичайні канюки, звичайні боривітри, крапчасті сипухи і хатні сичі) та єгипетські мангусти.

## Охорона
Acanthodactylus erythrurus охороняється в Європі і занесена до Додатку ІІІ Бернської конвенції (охоронна категорія: вид підлягає охороні).